# Adminio
Adminio o Amminio o Ammino (fl. I secolo) è stato un principe britanno, figlio di re Cunobelino dei Catuvellauni, tribù celtici della Britannia.
Sulla base delle sue monete (prima metà del I secolo), Adminio regnò sui Cantiaci del Kent orientale, un regno che era probabilmente caduto sotto la sfera d'influenza del padre. Svetonio dice che fu deposto ed esiliato dal padre (che aveva sempre tenuto buoni rapporti con Roma) attorno al 40. Qualunque sia stato il motivo di ciò, Adminio si recò presso l'imperatore romano Caligola, che si lasciò persuadere dal transfuga del fatto che la Britannia era vulnerabile. L'imperatore progettò allora un'invasione dell'isola, che però non ebbe mai luogo. Roma si rifiutò però di rimandare Adminio dal padre e ciò fu senza dubbio una delle cause del crescente sentimento anti-romano in Britannia, che poi porterà all'invasione romana, voluta nel 43 dall'imperatore Claudio.
Un'iscrizione trovata a Chichester menziona un "Lucullo, figlio di Ammino". Partendo da quest'epigrafe, Miles Russell ha ipotizzato che il proconsole romano Sallustio Lucullo, che governò la Britannia nel tardo I secolo, potesse essere figlio di Adminio.